# Drwina Długa
Drwina Długa (Drwień, pot. Drwina) – potok w województwie małopolskim. Źródło położone jest na osiedlu Rybitwy w Krakowie, przyjmując sklarowane ścieki z Oczyszczalni Ścieków Płaszów II. Następnie płynie ona w kierunku wschodnim. W miejscowości Brzegi wpada do Serafy, przyjmując wcześniej jako prawy dopływ Drwinkę.
Środkowy i dolny bieg Drwiny jest uregulowany i obwałowany. W 1957 r. koryto rzeki pogłębiono i uregulowano. Obecnie Drwina pełni funkcję kanału odprowadzającego ścieki komunalne i przemysłowe. Stan czystości Drwiny Długiej na rok 2000 według wskaźników hydrologicznych (trzystopniowa skala) nie odpowiada normatywom. Mimo to w rzece występują bobry.
Drwina Długa należy do dorzecza Wisły.